# يار أفتاب تشل خراسان (شلال ودشتغل)
يار أفتاب تشل خراسان (بالفارسية: برآفتاب چل خرسان) هي منطقة سكنية تقع في إيران في قسم شلال ودشتغل الريفي. يقدر عدد سكانها بـ 35 نسمة .